# Madden NFL 17
Madden NFL 17 es un videojuego de futbol americano

## Desarrollo
El 12 de mayo de 2016, EA Sports subió un tráiler a Youtube, en el cual revelaron algunas nuevas adiciones que fueron añadidas al juego. Estos incluyen una mejora al modo "Ground Game", un rediseño y un mejor modo franquicia (Madden 365), nuevas formas de entrenamiento y muchos más.

## Portada
El jugador de los New England Patriots Rob Gronkowski, es el jugador portada del videojuego.

## Banda sonora
El 3 de agosto de 2016, EA Sports anunció la banda sonora del juego, el cual consta de 40 canciones de artistas como 2 Chainz, Flume, Steve Aoki y Logic. La banda sonora estuvo disponible por streaming en Spotify.